# Konstandinos Karamanlís
Konstandinos Karamanlís (en grec: Κωνσταντίνος Καραμανλής) (Küpköy, Imperi Otomà 1907 - Atenes, Grècia 1998) fou un polític grec que ostentà diverses vegades el càrrec de Primer Ministre de Grècia entre 1955 i 1963 i entre 1974 i 1980. Posteriorment també ostentà el càrrec de President de Grècia entre 1980 i 1985, i entre 1990 i 1995.

## Joventut
Va néixer el 8 de març de 1907 a la ciutat de Küpköy, en aquells moments situada a l'Imperi Otomà i que avui en dia forma part de regió de Macedònia a Grècia amb el nom de Proti, dins la prefectura de Serres. El 1913 la Macedònia grega fou alliberada mitjançant la Segona Guerra dels Balcans i ell aconseguí la plena nacionalitat grega. El seu pare, Georgios Karamanlís, fou un professor que va lluitar durant la lluita nacional dels Grecs a Macedònia entre 1904 i 1908. Després de passar la seva infantesa a Macedònia, va traslladar-se a Atenes per graduar-se en dret.

## Inicis polítics
Després de treballar un temps en un bufet d'advocats ingressà al partit polític Laikó Komma (Partit Popular), sent escollit membre del parlament l'any 1935, en les últimes eleccions abans de l'esclat de la Segona Guerra Mundial en el seu país.
Per problemes de salut, no va participar en la Guerra italo-grega.

## Primer ministre (primer mandat)
Després de la Segona Guerra Mundial, Karamanlís es va aixecar ràpidament a través de les files polítiques gregues. Sota la presidència de Konstandinos Tsaldaris va ser ministre d'agricultura i treball, i sota la presidència d'Aléxandros Papagos ministre d'obres públiques. El 1955, després de la mort de Papagos, el rei Pau I de Grècia el nomenà Primer Ministre; posteriorment va guanyar les eleccions de 1956, i successivament les de 1958 i 1961.
L'any 1959 va anunciar un pla quinquennal (1960-1964) per al desenvolupament de l'economia grega, per tal d'accentuar la millora de la producció agrícola i industrial, la inversió pesada en la infraestructura i la promoció del turisme. En la política internacional Karamanlís va abandonar la meta estratègica anterior del govern per l'énosis (la unificació de Grècia i Xipre) en el debat sobre la independència de l'illa. El 1958 el seu govern es va unir a les negociacions entre el Regne Unit i Turquia, que van culminar en l'acord de Zuric com a base per a un repartiment en la independència de Xipre. L'any 1959 el pla va ser ratificat a Londres per Macari III.

## Exili
En les eleccions de 1961 Karamanlís denuncià les pressions provinents del Palau Reial en favor del candidat socialista Georgios Papandreu. El 17 de juny de 1963 renuncià a l'acta de Primer Ministre davant el rei Pau I, i en les eleccions de novembre d'aquell any el seu partit polític perdé davans l'avanç del socialista Papandreu. En desacord amb els fets polítics del seu país, s'exilià voluntàriament durant 11 anys a la ciutat de París.
Durant el seu exili Karamanlís fou un dels més ferms opositors a la dictadura dels coronels que va prendre el poder des de l'any 1967 fins al 1974.

## Primer Ministre (segon mandat)
Després que la caiguda de la dictadura al juliol de 1974 retornà a Atenes en un jet francès posat a disposició d'ell pel president de França Valéry Giscard d'Estaing, amic personal de Karamanlís. Nomenat nou Primer Ministre va plantar cara a una situació política intrínsecament inestable i perillosa, que el va forçar dormir a viure envoltat de grans mesures de seguretat, ràpidament es mogué per desactivar la tensió entre Grècia i Turquia, que estaven a la vora d'una guerra sobre la crisi de Xipre, i per a començar el procés ferm de la transició de la regla militar a una democràcia pluralista.
Durant aquest període, designat la Metapolítefsi (que en grec significa "canvi de règim"), Karamanlís va legalitzar el Partit Comunista de Grècia (KKE) i hi adoptà un acostament per tal de llevar col·laboradors i persones lligades a la dictadura, i, desitjant legitimitzar la seva autoritat, declarà que les eleccions fossin celebrades al novembre de 1974, quatre mesos després de la caiguda del Règim dels Coronels.
En aquestes eleccions, Karamanlís amb el seu partit conservador novament format, "Nova Democràcia" (en grec: Νέα Δημοκρατία, Nea Dimokratia), va obtenir una massiva majoria parlamentària i va ser escollit primer ministre. Les eleccions aviat van ser seguides pel referèndum de 1974 que va abolir la monarquia i l'establiment de la república hel·lènica, es van dur a judici els dictadors anteriors (qui van rebre les penes de mort per alta traïció i motí, però que van ser atenuades a l'empresonament per la vida) i l'escriptura de la constitució de 1975. El 1977 el partit "Nova Democràcia" va guanyar altra vegada les eleccions, i Karamanlís continuà en el seu càrrec fins al 1980.

## President de Grècia
Seguint la signatura del tractat d'adhesió amb la Comunitat Econòmica Europea de l'any 1980, Karamanlís va abandonar el lloc de primer ministre i fou escollit President de Grècia, càrrec que va ocupar fins al 1985, moment en el qual fou substituït per Khristos Sartzetakis. El 1981 fou el supervisor de l'entrada de Grècia a la Comunitat Econòmica Europea (CEE), avui en dia denominada Unió Europea (UE).
El 1990 fou escollit novament President de Grècia per una majoria parlamentària conservadora, sota el govern conservador del Primer Ministre Konstandinos Mitsotakis, i que finalitzà l'any 1995.

## Herència
Karamanlís es va retirar l'any 1995, a l'edat de 88, guanyant 5 eleccions parlamentàries, i passant 14 anys com primer ministre, 10 anys com a president de la república, i un total de més de seixanta anys en polítiques actives. Pel seu servei a la democràcia i a la causa europea Karamanlís fou guardonat l'any 1978 amb el Premi Internacional Carlemany, concedit per la ciutat d'Aquisgrà.
Va morir després d'una malaltia curta el 23 d'abril de 1998 a la ciutat d'Atenes, llegant els seus arxius a la Fundació Konstandinos Karamanlís.
El seu nebot Kostas Karamanlís va ser líder del partit "Nova Democràcia", i va ser primer ministre grec des del 7 de març de 2004 fins al 4 d'octubre de 2009.